# Aichen (Adelsgeschlecht)

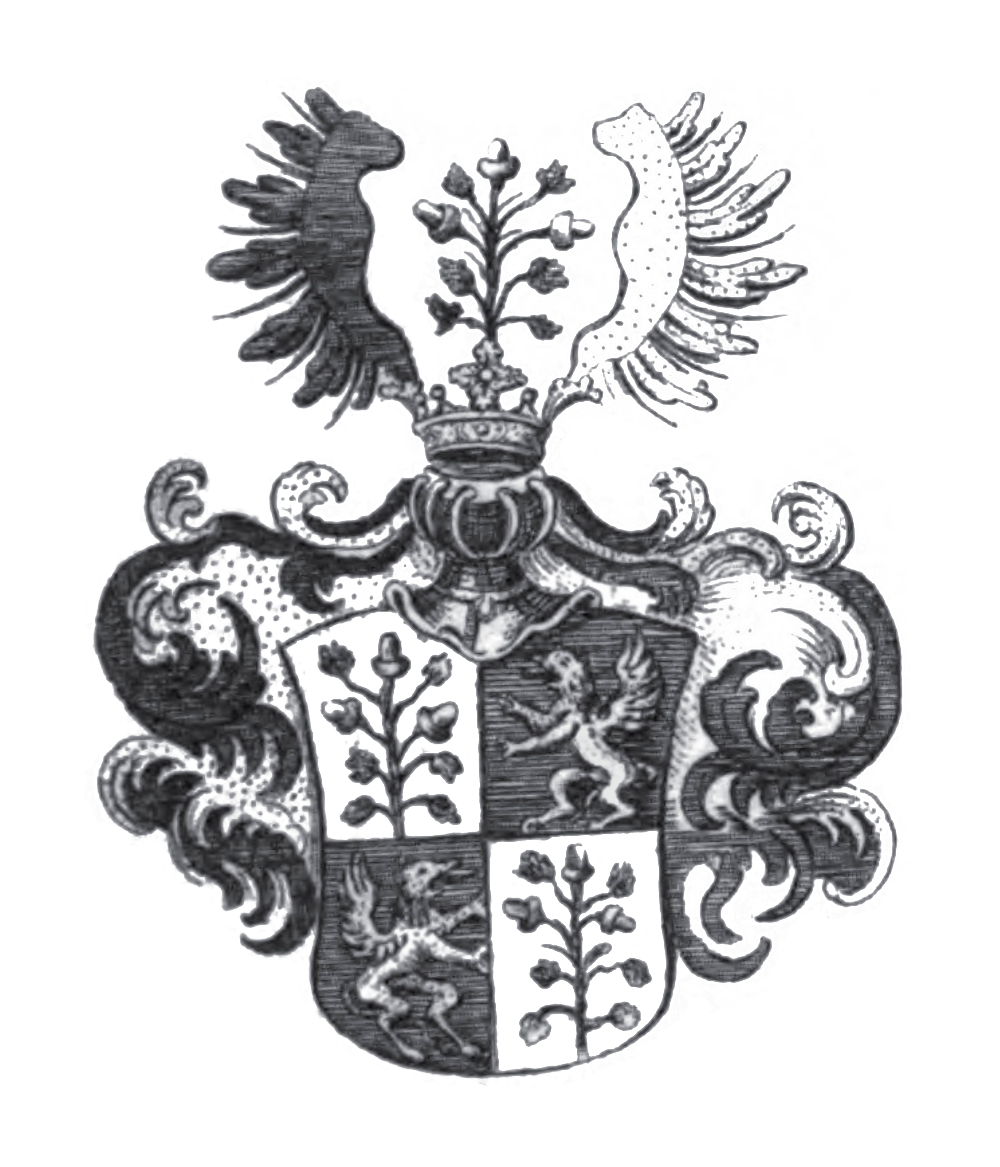
Wappen der Aichen (Ritter)

Die Aichen stammen aus der Grafschaft Mark im Niederrheinisch-Westfälischen Reichskreis, kamen um 1640 nach Wien, wurden 1666 in die neuen niederösterreichischen Ritterstandsgeschlechter aufgenommen und 1816 in den Freiherrnstand erhoben.

## Geschichte
Martin von Aichen war Patrizier und Bürgermeister der Stadt Hattingen an der Ruhr. Sein Sohn Peter ließ sich 1638 in Wien nieder, 1645 wurde er in Siena Doctor iuris utriusque. 1647 wurde er Sekretär beim niederösterreichischen Landmarschallsgericht, 1656 Regierungsrath und 1661 niederösterreichischer Landschreiber. Am 18. Februar 1666 wurde Peter von Aichen unter die neuen Geschlechter des Ritterstandes aufgenommen. Er kaufte das Gut Inzersdorf bei Wien. Am 16. März 1674 wurde er unter die alten niederösterreichischen Ritterstandsgeschlechter aufgenommen.

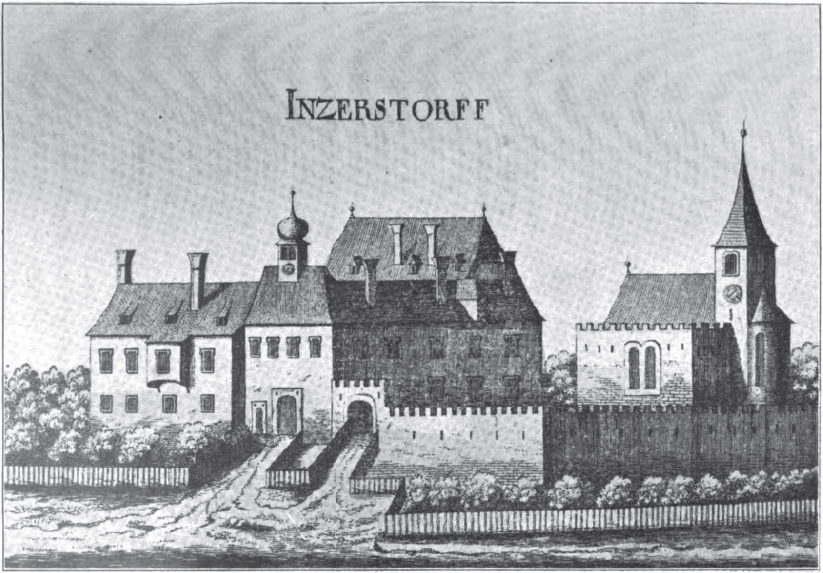
Inzersdorf, aus Georg Mathaeus Vischers Topographia Archiducatus Austriae inferioris 1672

## Persönlichkeiten
- Johann Joachim von Aichen (1664–1729), ab 1718 Landuntermarschall, zuletzt Präses des niederösterreichischen Ritterstandes.
- Franz Anton von Aichen († 1716) k.k. Grenadierhauptmann unter dem Guido Stahrembergischen Regiment,  fiel 1716 in der Schlacht von Peterwardein gegen die Türken.
- Otto Ehrenreich von Aichen, Obristlieutenant unter dem Baron von Molktischen Regimente (ebenfalls Infanterie-Regiment Nr. 13).
- Anton Augustin von Aichen (1701–1777), Herr des Guts Neuwaldegg, k.k. Truchseß, Raitherr und dann Raitmarschall der Niederösterreichischen Landschaft, 1735 bis 1741 Verordneter des Ritterstandes und ältester Landrath.
- Joseph von Aichen (1745–1818), Diplomat und Jurist, seit 1816 Freiherr.
- Franz Xaver von Aichen (1788–1856), niederösterreichischer Landuntermarschall

## Wappen
Das Wappen dieses Geschlechtes ist ein gevierter Schild. Das erste und vierte ein silbernes Feld, in welchem ein grünender Stamm mit drei daran hängenden goldenen Eicheln mitten emporsteht. Das zweite und dritte blaue Feld, worin ein geflügelter goldener Greif mit goldener Krone auf dem Haupt, einwärts gekehrt aufsteigt. Oben auf dem gekrönten offenen Helm steht der grünende Stamm mit den drei Eicheln empor, zwischen zwei Adlerflügeln, deren der vordere zur rechten blau, der andere zur linken von Gold ist.